# Folkrörelsernas arkiv i Norrbotten
Norrbottens föreningsarkiv är en ideell förening som grundades 1965 under namnet Folkrörelsernas arkiv i Norrbotten. Föreningens ändamål är att bevara, dokumentera och tillgängliggöra Norrbottens föreningslivshistoria. Hos Norrbottens föreningsarkiv kan föreningar deponera sina arkiv för förvaring och förvaltning enligt yrkesmässiga principer. Föreningsarkivet tar även emot donationer av arkiv från nedlagda föreningar och personarkiv med anknytning till föreningslivet. Norrbottens föreningsarkiv erbjuder också alla föreningar kostnadsfri rådgivning i arkiv och informationshanteringsfrågor.
Norrbottens föreningsarkiv förvaltar arkiv från ca 3 500 föreningar samt person- och stiftelsearkiv. Föreningsarkiven härrör inte minst från nykterhets-, arbetar- och väckelserörelserna som påbörjade sin verksamhet i Norrbottens län på mitten av 1800-talet. Det finns även ca 2 000 bandade intervjuer, många affischer och fotografier samt ca 190 fanor och standar.